# Personaggi di X

Hinoto nella serie

Questa voce raggruppa i personaggi del manga e dell'anime X, opera delle CLAMP e del film d'animazione dallo stesso nome.

## Draghi del Cielo

### Kamui Shiro
Kamui Shiro (司狼 神威?, Shirō Kamui) è il protagonista della serie. Il suo nome  ha un duplice significato: significa sia "colui che possiede il potere divino" che 
"colui che può fermare i possessori del potere divino", e fa riferimento alla sua duplice personalità.
Nella storia di X sono infatti presenti due personaggi che rivestono il ruolo di Kamui, ognuno ha un opposto obiettivo. Un primo Kamui riveste il ruolo di sigillo dei Draghi del Cielo e desidera che la vita umana si salvi e non sia cancellato l'uomo dalla faccia della Terra.
L'altro Kamui riveste il ruolo di messaggero dei Draghi della Terra e desidera che la stirpe umana venga distrutta affinché la Terra, per troppo tempo lacerata dall'uomo, possa rinascere a nuova vita.
Nei diversi arrangiamenti di questa trama, la fine differisce a seconda che si legga il manga, si veda l'anime o il film.

### Arashi Kishu
Arashi Kishu (鬼咒 嵐?, Kishū Arashi) è una ragazza che era stata allevata come una miko nel santuario di Ise. La madre, anch'essa una miko, fuggì scomparendo nel nulla portando con sé la figlia visto che rimanendo incinta non poteva più svolgere il suo ruolo di sacerdotessa, ma dopo pochi anni morì e Arashi, la quale vagabondava senza dimora né cibo, fu raccolta da una donna che lavorava nel tempio di Ise. Chiamata la "miko nascosta", è in grado di tirare fuori dalla mano una katana, custodita nel suo stesso corpo, questa katana è definita anche il corpo del dio e Arashi è il suo fodero. 
Nel corso della storia, finisce per innamorarsi di Sorata, anche se inizialmente si mostra molto fredda nei suoi confronti. Nel manga, dopo aver perso la verginità, Arashi perde i suoi poteri, in quanto viene spiegato che solamente una ragazza vergine può essere una miko.

### Daisuke Saiki
Daisuke Saiki (軌 玳透?, Saiki Daisuke) è il nipote di Seiichiro, e come lui è in grado di manipolare il vento, anche se in maniera minore rispetto allo zio. Il suo compito è quello di proteggere Hinoto, a cui sembrerebbe molto legato, ed è proprio a causa di questo suo desiderio che muore per mano di Fuuma.
Inizialmente lui e Kamui non vanno molto d'accordo, perché Daisuke non crede che quel ragazzo possa essere il vero Kamui, a causa del carattere scontroso del ragazzo; una volta cambiato atteggiamento, diventano amici, e Daisuke viene visto arrossire svariate volte mentre si trova da solo con Kamui.
Nella serie tv viene doppiato da Kishou Taniyama nella versione originale e da Massimo Di Benedetto nella versione italiana.

### Hokuto Sumeragi
Hokuto Sumeragi (皇 北都?, Sumeragi Hokuto) è la sorella gemella di Subaru, uccisa alla fine di Tokyo Babylon da Seishiro Sakurazuka. Mentre era ancora in vita, Hokuto aveva stabilito un rapporto con Kakyo, che la incontrava nei suoi sogni. Essendo la prima persona che ha incontrato, Kakyo vuole morire proprio per poterla raggiungere nel regno dei morti.
Nel manga appare come nei ricordi di Kakyo, mentre verso la fine dell'anime appare sotto forma di fantasma, e cerca di persuaderlo a lottare contro Fuuma e cambiare il futuro. Kakyo le dà la possibilità di recarsi nei sogni di Subaru, in cui Hokuto cerca di risvegliarlo dal suo stato catatonico.
Nella serie tv viene doppiata da Satsuki Yukino nella versione originale e da Jolanda Granato nella versione italiana.

### Karen Kasumi
Karen Kasumi (夏澄 火煉?, Kasumi Karen) è una devota cattolica, maltrattata durante la sua infanzia dalla madre, che a causa del suo fondamentalismo, la condannò per i suoi poteri di manipolazioni del fuoco, secondo lei riconducibili alle forze demoniache. Dopo la morte della madre, secondo la serie animata, fu cresciuta da un prete molto gentile. Tuttavia, questo non cancellò i ricordi della morte della madre, la quale, prima di morire, le disse che nessuno sarebbe stato triste se fosse morta. 
Karen lavora come prostituta nel bordello chiamato "Flower", ed è riconoscibile attraverso la serie a causa del suo abbigliamento "da lavoro".

### Kotori Monou
Kotori Monou (桃生 小鳥?, Monō Kotori) è la sorella minore di Fuuma, ed amica d'infanzia di Kamui. È nata con un difetto al cuore, che la porta spesso a sentirsi male, rendendola così cagionevole di salute. 
Dal carattere dolce e sensibile, è molto legata a suo fratello ed è innamorata di Kamui. È dotata del potere di vedere il futuro nei sogni, ma muore prima di riuscire a svilupparlo completamente: solo al momento della sua morte ha una visione del futuro, che la porterà a dire "Il futuro non è ancora stato deciso", contrariamente a quanto affermato da Hinoto e Kakyo.
Kotori ricorda con orrore la morte della madre, quando quest'ultima portò al mondo la prima spada sacra. Essendo ancora una bambina, le viene fatto credere che sua madre sia morta per una grave malattia, anche se Kotori vide il corpo mutilato dalla madre. Ogni volta che ricorda il corpo smembrato dalla madre, Kotori entra in uno stato di panico e shock, come accade quando vede un uccellino morto sul ciglio della strada.
Quando assiste alla nascita della seconda spada, Kotori perde la ragione e diventa così incapace di comunicare razionalmente con le persone, scappando in un sogno. Prima di ritornare in sé, viene uccisa da Fuuma, che diviene la controparte oscura di Kamui, il secondo Kamui.
Hinoto confidò in seguito che Kotori era destinata a morire in ogni caso per mano del Drago delle Terra, indipendentemente dal fatto che fosse Kamui o Fuuma.  
Nel film, Kotori muore quando la seconda spada viene rimossa dal suo corpo, in quanto Tokiko non è presente nel film. Dopo essere riuscita a scappare grazie all'aiuto di Kamui, si rifugia nella stanza di Hinoto, ma alla fine viene comunque raggiunta da Fuuma ed uccisa.
Nel set di tarocchi di X, lei rappresenta gli Amanti.
Nella serie animata è stata doppiata da Mamiko Noto, mentre nel film da Junko Iwao; in entrambe le versioni italiane, cinematografica e animata, è stata doppiata da Federica Valenti.

### Kusanagi Shiyu
Kusanagi Shiyu (志勇 草薙?, Shiyū Kusanagi) è un militare dall'enorme forza con un profondissimo rispetto per la natura.

### Seiichiro Aoki
Seiichiro Aoki (蒼軌 征一狼?, Aoki Seiichirō) è un redattore di una casa editrice, spostato e con una figlia, ed è in grado di dominare il vento. Nella serie animata, dopo essere venuto a conoscenza della situazione, divorzia dalla moglie, per paura che lei e la loro figlia possano essere coinvolte. Questo impressiona particolarmente Karen, che sviluppa dei sentimenti molto forti verso di lui. 
Anche se Aoki è molto potente, raramente viene visto in una battaglia, soprattutto nella prima parte del manga, quando era molto occupato come redattore.

### Sorata Arisugawa
Sorata Arisugawa (有洙川 空汰?, Arisugawa Sorata) è un ragazzo gioviale e solare, che possiede diverse abilità occulte. È stato cresciuto dai monaci del monte Koya, praticanti del Buddhismo Shingon, fin dall'età di tre anni. Ama molto il cibo, cosa che lo ha messo spesso nei guai al tempio del monte Koya, dove rubava spesso tra i vari pasti. Suo nonno, un grande monaco ed indovino, predisse che avrebbe protetto Kamui, ma che "sarebbe morto per una donna": il reale significato di questa predizione è ambiguo, in quanto può voler significare che Sorata è destinato a morire per "proteggere" una donna, quanto che Sorata è destinato a morire "per mano" di una donna. Le sue abilità principali riguardano il dominio dei fulmini.

### Subaru Sumeragi
Subaru Sumeragi (皇 昴流?, Sumeragi Subaru) è il più potente sciamano del Giappone moderno, un personaggio che riappare in X dopo essere stato il protagonista del precedente Tokyo Babylon.

### Yuzuriha Nekoi
Yuzuriha Nekoi (猫依 護刃?, Nekoi Yuzuriha) è lo pseudonimo di una ragazzina di quattordici anni che discende dalla famiglia protrettice del Mitsumine Jinja, padrona di un inugami da lei chiamato Inuki. Yuzuriha è molto energica e solare, contraddistinta dalla sua uniforme scolastica. Il suo inugami può trasformarsi in qualsiasi cosa.

## Draghi della Terra

### Fuuma Monou
Fuuma Monou (桃生 封真?, Monōu Fūuma) è il fratello maggiore di Kotori, e amico d'infanzia di Kamui. In quanto stella gemella di quest'ultimo, è destinato a divenire capo della fazione opposta a quella scelta dal ragazzo.

### Nataku
Nataku (那吒?, Nataku) è un clone senza anima che utilizza come arma un lungo drappo con cui è in grado di compiere anche vari attacchi e sembrerebbe padroneggiare anche alcuni poteri psichici.
È nato in un laboratorio tramite esperimenti scientifici finanziati da un potente presidente di una casa farmaceutica, il quale, dopo la morte della nipote, ha utilizzato parte del corpo del figlio e della nipote per creare Nataku.

### Satsuki Yatoji
Satsuki Yatoji (八頭司 颯姫?, Yatōji Satsuki) è una fredda e apatica studentessa in grado di padroneggiare la tecnologia e di comunicare con i computer.

### Seishiro Sakurazukamori
Seishiro Sakurazukamori (桜塚 星史郎?, Sakurazuka Seishirō) è uno spietato assassino e uno dei più potenti sciamani del Giappone moderno, un personaggio che riappare in X dopo essere stato il co-protagonista del precedente Tokyo Babylon.

### Yuto Kigai
Yuto Kigai (麒飼 遊人?, Kigai Yūto) è un simpatico impiegato comunale con il potere di controllare l'acqua.
Intrattiene una relazione sessuale con Kanoe.